# Kacper Olszewski
Kacper Olszewski (ur. 19 kwietnia 2001 w Łodzi) – polski aktor filmowy i telewizyjny.

## Życiorys
Dorastał w Strykowie, gdzie ukończył szkołę podstawową oraz gimnazjum. W 2014 roku na scenie Łódzkiego Domu Kultury w wieku dwunastu lat wystąpił w monodramie Rowerek na podstawie książki Michała Rusinka Zaklęcie na „w” w reżyserii Przemysława Sowy.
W 2020 roku ukończył III Liceum Ogólnokształcące im. Tadeusza Kościuszki w Łodzi, a w 2023 studia filmoznawcze na Uniwersytecie Łódzkim. Od 2021 roku studiuje na Wydziale Aktorskim Uniwersytetu Andrzeja Frycza Modrzewskiego w Krakowie.
W 2015 roku zagrał główną rolę w filmie Baby Bump w reż. Kuby Czekaja, zrealizowanym w ramach konkursu Biennale College Cinema. Od 2023 roku występuje w krakowskim Teatrze Nowym w spektaklu Nie pytaj. Ciechowski w reż. Katarzyny Chlebny.

## Filmografia

### Aktor
| Rok       | Tytuł                              | Rola                              | Uwagi                |
| --------- | ---------------------------------- | --------------------------------- | -------------------- |
| 2015      | Baby Bump                          | Mickey House                      |                      |
| 2015      | Ein Sommer in Masuren              | Janusz Kowalski, syn Doroty       |                      |
| 2015      | Prokurator                         | Stasiek Dregan                    | odc. 9               |
| 2015      | Skazane                            | Kamil Stachowiak                  | odc. 9–10, 13        |
| 2015–2017 | O mnie się nie martw               | Staszek Popiołek                  |                      |
| 2016      | Na dobre i na złe                  | Olek, syn Magdy                   | odc. 651             |
| 2017      | Gwiazdy                            | Jan Banaś w młodości              |                      |
| 2017      | W rytmie serca                     | Leszek                            | odc. 6               |
| 2017      | W rytmie serca                     | Dominik, syn Zbigniewa Różeckiego | odc. 8               |
| 2017      | Ultraviolet                        | uczeń Anny Serafin                | odc. 8               |
| 2017      | Sprawa Rity G.                     | Staś Zaremba                      | spektakl telewizyjny |
| 2017–2022 | Pierwsza miłość                    | Jakub Lisiak                      |                      |
| 2018      | Whatever Happens Next              | chłopiec na dachu                 |                      |
| 2018      | Sobibór                            | Tomasz „Toivi” Blatt              |                      |
| 2019      | Mowa ptaków                        | uczeń                             |                      |
| 2020      | Król                               | Mosze Bernsztajn                  |                      |
| 2020      | The Liberator                      | szeregowiec Rosa                  | odc. 1               |
| 2021      | Komisarz Mama                      | Szymon Wołowiec                   | odc. 1               |
| 2021      | Brigitte Bardot cudowna            | Adam                              |                      |
| 2022      | Mental                             | Paweł Skrętowicz „Kogut”          |                      |
| 2022      | Kryptonim Polska                   | dresiarz                          |                      |
| 2022      | Prawdopodobnie ciało stałe         | Starszy Jonasz                    | spektakl telewizyjny |
| 2022      | Krucjata. Prawo serii              | „Mrożon” Wasilewski               | odc. 4               |
| 2022      | Kryptonim Polska                   | dresiarz                          | serial               |
| 2023      | Matka                              | Maks Brzyski                      | odc. 2, 5–8          |
| 2025      | Zgred                              | Zenon                             |                      |
| 2025      | LARP. Miłość, trolle i inne questy | imprezowicz                       |                      |
| 2026      | Blikersi                           | „Młody”                           | Film w produkcji     |

### Polski dubbing
- 2015: Fabryka tatusiów – Staś
- 2025: Doktor Who – 
  - Tommy Lee (odc. 12),
  - Influencer #2 (odc. 14)
- 2025: Lilo i Stich